# 源頼成 (大和源氏)
源 頼成（みなもと の よりなり）は、平安時代中期の武士。大和源氏の祖である大和守・源頼親の長男。通称は越智太郎。
官職は左衛門尉・蔵人・肥後守などを歴任し、藤原道長に仕えたという。彼の子孫は越智氏と称して、大和国高市郡越智荘で勢力を保ったという。

## 系譜
- 父：源頼親
- 母：不詳
- 妻：不詳
- 生母不明の子女
  - 男子：源頼房[1]
  - 男子：源仲綱
  - 男子：源成綱